# Meigenia simplex
Meigenia simplex is een vliegensoort uit de familie van de sluipvliegen (Tachinidae). De wetenschappelijke naam van de soort is voor het eerst geldig gepubliceerd in 1998 door Tschorsnig & Herting.